# Boghos Bedros XII Sabbaghian
Boghos Bedros XII Sabbaghian, in italiano Paolo Pietro XII (Aleppo, 12 febbraio 1836 – Costantinopoli, agosto 1915), è stato eparca di Alessandria e dodicesimo patriarca della Chiesa armeno-cattolica.

## Biografia
Nativo di Aleppo in Siria, fu alunno del seminario patriarcale di Bzoummar. Il 28 agosto 1901 fu nominato eparca di Alessandria e consacrato vescovo il 21 novembre successivo. Alla morte di Boghos Bedros XI Emmanuelian, venne eletto patriarca degli Armeni il 4 agosto 1904 e confermato dalla Santa Sede il 14 novembre dello stesso anno. Rassegnò le dimissioni nell'aprile del 1910 e morì nell'agosto del 1915.

## Genealogia episcopale e successione apostolica
La genealogia episcopale è:
- Cardinale Scipione Rebiba
- Cardinale Giulio Antonio Santori
- Cardinale Girolamo Bernerio, O.P.
- Arcivescovo Galeazzo Sanvitale
- Cardinale Ludovico Ludovisi
- Cardinale Luigi Caetani
- Cardinale Ulderico Carpegna
- Cardinale Paluzzo Paluzzi Altieri degli Albertoni
- Papa Benedetto XIII
- Papa Benedetto XIV
- Papa Clemente XIII
- Cardinale Bernardino Giraud
- Cardinale Alessandro Mattei
- Cardinale Pietro Francesco Galleffi
- Cardinale Giacomo Filippo Fransoni
- Cardinale Andon Bedros IX Hassoun
- Patriarca Stepanos Bedros X Azarian
- Patriarca Boghos Bedros XI Emmanuelian
- Patriarca Boghos Bedros XII Sabbaghian

La successione apostolica è:
- Arcivescovo Pietro Kojunian (1907)
- Arcieparca Léon Kecegian (1908)